# 戸河内町

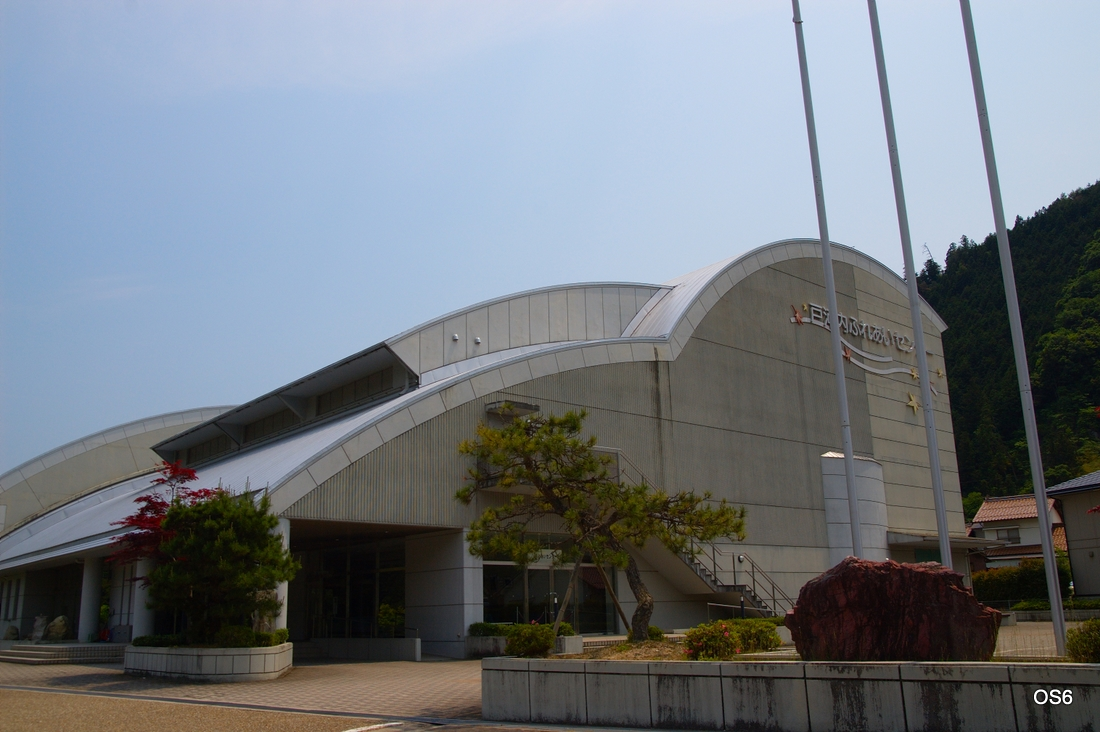
戸河内ふれあいセンター

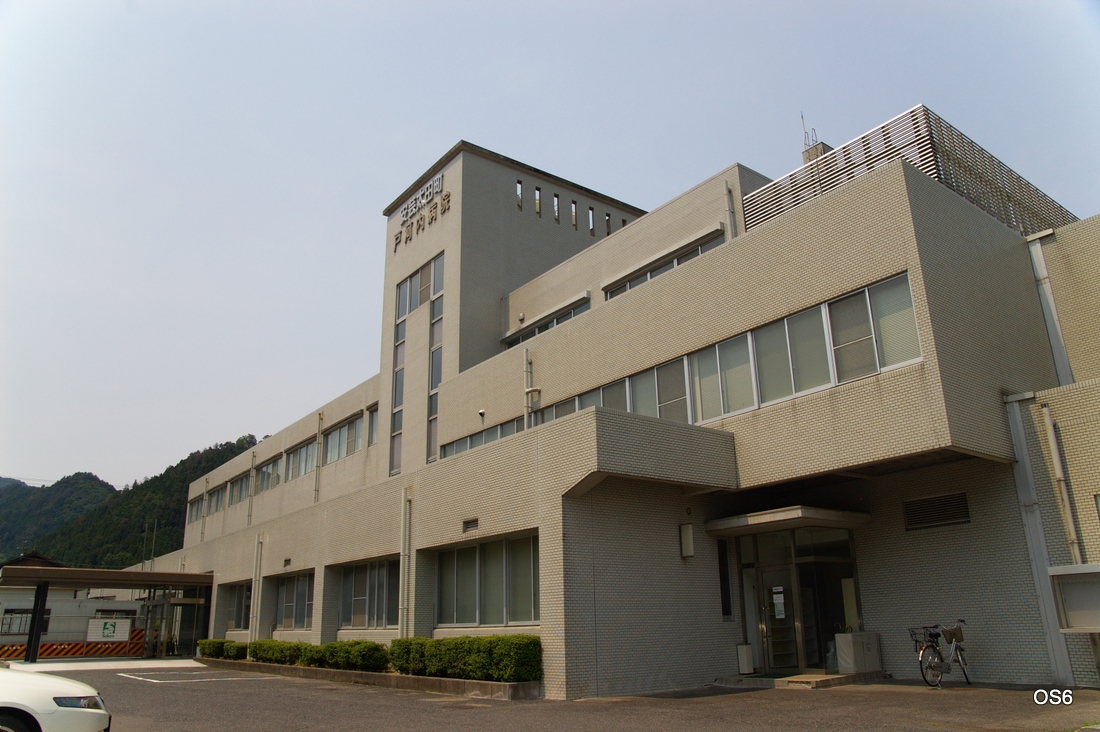
戸河内病院

戸河内町（とごうちちょう）は、かつて広島県の北西部に存在した町。山県郡に属した。2004年10月1日、隣接する加計町および筒賀村と対等合併して安芸太田町に移行したことに伴い消滅した。

## 歴史・沿革
- 1836年 - 天保の飢饉がピークを迎える。戸河内村の当時の人口約5,000人のうち約1,300人（約28%）が死亡[1]。
- 1889年4月1日 - 市町村制施行。当時の町域にはいずれも山県郡に属する上殿村と戸河内村が存在した。
- 1933年8月1日 - 戸河内村が町制施行して戸河内町（初代）が成立する。
- 1956年9月1日 - 戸河内町（初代）と上殿村が対等合併して戸河内町（2代）が成立する。
- 2004年10月1日 - 加計・戸河内両町および筒賀村が対等合併して安芸太田町に移行し、消滅する。

## 官公署
町役場
横川小中学校（よこごうしょうちゅうがっこう）
最終校舎は大正末期竣工。昭和45年廃校。昭和40年ころには中学校が生徒途絶により閉鎖される。小学校は最盛期には30名以上の児童数を数えたが急減し、最後は数名の複式学級であった。
戸河内郵便局
明治41年3月21日開局
廣島地方裁判所廣島区裁戸河内出張所

## 地理
- 河川
  - 太田川
  - 滝山川
  - 柴木川

- 山
  - 恐羅漢山（標高1,346.4m）…広島県最高峰。
  - 十方山（標高1,328m）
  - 丸子頭（標高1,236.3m）
  - 砥石郷山（標高1,177.0m）
  - 深入山（標高1,152.7m）
  - 聖山（標高1,113.2m）
  - 市間山（標高1,108.5m）
  - 内黒山（標高1,082m）
  - 向真入山（標高996.2m）
  - 中山（標高970.3m）
  - 鍋山（標高871.0m）
  - 正教山（標高817.2m）

## 名所・旧跡
- 三段峡
- 恐羅漢スキー場
- いこいの村ひろしま
- 深入山グリーンシャワー
- ホワイトバレー松原スキー場
- 道の駅来夢とごうち
- 立岩ダム
- 滝山峡
- 王泊ダム

## 大字
- 大字は編成されていないが、以下の小字が存在した。
  - 遊谷（あぞうだに）
  - 板ヶ谷（いたがたに）
  - 猪山（いのしやま）
  - 打梨（うつなし）
  - 梶ノ木（かじのき）
  - 上田吹（かみたぶき）→安芸太田町成立後田吹に変更。
  - 上本郷（かみほんごう）→戸河内町役場があったところ。安芸太田町成立後戸河内に変更。
  - 川手（かわて）
  - 小板（こいた）
  - 才中得（さいなかえ）→安芸太田町成立後寺領に変更。
  - 下田吹（しもたぶき）→安芸太田町成立後田吹に変更。
  - 下本郷（しもほんごう）→安芸太田町成立後戸河内に変更。
  - 寺領（じりょう）
  - 柴木（しわぎ）
  - 中央（ちゅうおう）→安芸太田町成立後上殿に変更。
  - 土居（どい）
  - 長田（ながた）→安芸太田町成立後上殿に変更。
  - 長原（ながばら）→安芸太田町成立後寺領に変更。
  - 那須（なす）
  - 平見谷（ひらみだに）
  - 松原（まつばら）
  - 箕角（みのすみ）→安芸太田町成立後上殿に変更。
  - 与一野（よいちの）→安芸太田町成立後寺領に変更。
  - 横川（よこごう）
  - 吉和郷（よしわごう）

## 交通（2004年9月30日当時のデータ）

### 鉄道
- 合併当時町内には一切なかったが、合併約1年前の2003年11月30日までJR可部線が町内を通っていた。町内にあった施設は以下の通り。
  - 上殿駅（この後一旦筒賀村域に入る）
  - 土居駅
  - 戸河内駅
  - 三段峡駅…終点。この先今福線としてJR山陰本線浜田駅まで延長する計画があったがほとんど建設されないまま断念された。

※可部線#可部駅 - 三段峡駅間の廃止を参照。

### 道路
- 高速道路
  - 中国自動車道が通っていて、町内には以下の施設がある。
    - 戸河内IC

- 国道
  - 国道186号
  - 国道191号
  - 国道434号…町内は全区間国道186号と重用。

- 主要地方道
  - 島根県道・広島県道11号旭戸河内線

- 一般県道
  - 広島県道249号三段峡線
  - 広島県道252号恐羅漢公園線
  - 広島県道296号吉和戸河内線
  - 広島県道304号中筒賀下線
  - 広島県道305号弁財天加計線
  - 広島県道306号小原猪山線

## 教育（2004年9月30日当時のデータ）
- 小学校
  - 戸河内町立猪山小学校
  - 戸河内町立上殿小学校
  - 戸河内町立寺領小学校
  - 戸河内町立戸河内小学校
  - 戸河内町立松原小学校

- 中学校
  - 戸河内町立戸河内中学校